# Charlie Wilson (football)
Pour les articles homonymes, voir Charlie Wilson et Wilson.
Charlie Wilson était un footballeur anglais né en février 1877 à Stockport.

## Carrière
- 1895-1897 : Stockport County  Angleterre
- 1897-1905 : Liverpool  Angleterre